# James Fenner
James Fenner (ur. 22 stycznia 1771 roku – zm. 17 kwietnia 1846 roku) – amerykański prawnik i polityk związany z Partią Demokratyczno-Republikańską.
Od 1805 roku reprezentował stan Rhode Island w Senacie Stanów Zjednoczonych. Funkcję tę piastował do 1807 roku, gdy ustąpił, aby objąć fotel gubernatora stanu Rhode Island. Stanowisko to zajmował w swojej karierze trzykrotnie: po raz pierwszy w latach 1807–1811, ponownie w latach 1824–1831 i po raz trzeci w latach 1843–1845.